# Mogente
Mogente (cooficialmente en valenciano Moixent), es un municipio de la Comunidad Valenciana, España. Está ubicado al sudoeste de la provincia de Valencia, en la comarca de La Costera. Su población es de 4373 habitantes (INE 2024).

## Geografía

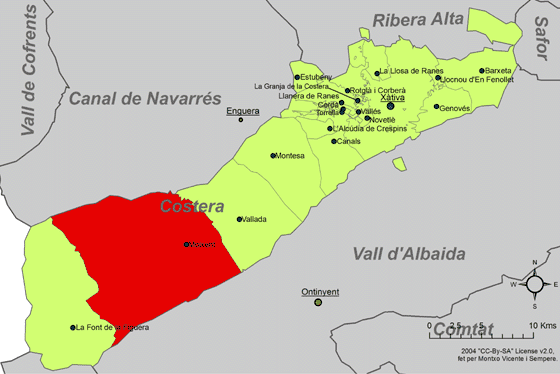
Localización de Mogente respecto a la Costera

Integrado en la comarca de La Costera, se sitúa a 81 kilómetros de Valencia. El término municipal está atravesado por la autovía A-35 (Almansa-Játiva) y por carreteras locales que permiten la comunicación con Enguera, Fontanares y Vallada.
El relieve del municipio está definido por el valle del río Cáñoles, la vertiente septentrional de la sierra Grossa y la vertiente meridional de la sierra de Enguera. La altitud oscila entre los 838 m al sur (Alt de la Creu) y los 290 m a orillas del río Cáñoles. El pueblo se alza a 337 m sobre el nivel del mar. La localidad se encuentra situada a la orilla del río Cáñoles en el sector oriental de la comarca y a los pies de la sierra Grossa.
| Noroeste: Enguera           | Norte: Enguera  | Nordeste: Vallada   |
| Oeste: Fuente la Higuera    |                 | Este: Vallada       |
| Suroeste: Fuente la Higuera | Sur: Fontanares | Sureste: Onteniente |

### Espacios naturales
Mogente cuenta actualmente con tres espacios protegidos: la Microrreserva Barranc del Comediant, la Microrreserva El Xocolater, y la zona húmeda de la presa del Bosquet. También existen otros de interés.
- El Bosquet. Es un paraje de interés, tanto por sus vistas como por la presencia de un lago artificial, que recoge las aguas de los barrancos de la zona gracias a dos muros de contención que fueron construidos a finales del siglo XVIII. Desde el pueblo se llega a él por un barranco.
- El Regolf. Es un paraje muy cercano a la población, entre chopos y árboles frutales. Posee una fuente con agua fresca por donde se puede pasear.
- Pasillo verde. Varios kilómetros aprovechando la antigua vía del tren, hoy abandonada y que atraviesa todo el término municipal hasta llegar al apeadero de La Parrilla, ya en desuso.
- Barranco de la Hoz. Barranco angosto del término municipal que destaca por las pinturas rupestres, covachas, riscos, arroyos, etc.
- Cueva de Patas. Cuenta con estalactitas y no es muy profunda.
- Camp Redo. Paraje característico de estas montañas, que posee las ruinas de una casa en la que veranearon sus propietarios en los años cuarenta y que luego fue abandonada. Esta finca es propiedad de los herederos de Francisco Rubio Tortosa (guardia civil) y su esposa Josefina Francés Tomás.

## Historia

### El poblado íbero

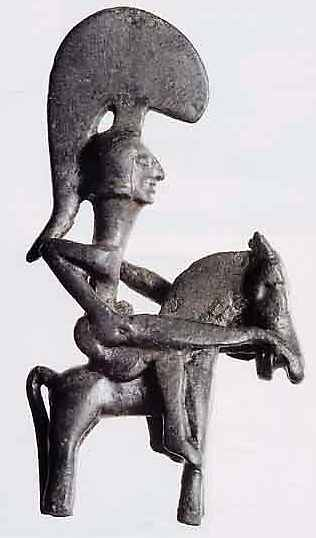
El guerrero de Mogente

En la partida de la Bastida de les Alcusses se encuentra el mayor yacimiento íbero de la Comunidad Valenciana: se trata de un poblado amurallado donde se estima debieron de vivir unas 1000-1200 personas. Situado a 714 m de altitud, fue declarado Monumento Histórico-Artístico en 1931.
Se estima que el poblado debió de ser violentamente destruido en torno al 330 a. C., probablemente a causa de alguna acción bélica, por lo que solo estuvo ocupado durante dos o tres generaciones. Aunque su estudio se inició en 1928, no ha sido sino hasta 1990 cuando se han realizado excavaciones arqueológica en condiciones. Las campañas y trabajos de campo de 2000 a 2008 permitieron el estudio de la arquitectura del barro y de los adobes.
En la partida de Garamoixent, en el Corral de Saus, se ubica una Necrópolis íbera, que pertenecía a un núcleo de población diferente al de la Bastida de les Alcusses.

### El Guerrero de Mogente
En el recinto del poblado se encontró en 1931 una figurilla ibérica de bronce que representa un guerrero a caballo, datada en el siglo V o IV a. C., llamada comúnmente como el Guerrero de Mogente. Pieza de bronce de fundición, se ha interpretado como un exvoto funerario que podría servir al difunto en la transición a la otra vida, o bien como agradecimiento por los favores concedidos, motivos los dos de carácter religioso.
La pieza original puede visitarse en el Museo de Prehistoria de Valencia.

### La villa cristiana
Los primeros datos de la existencia de un núcleo de población en Mogente se remontan a la época musulmana.
La villa fue conquistada a los árabes por tropas castellanas comandadas por el infante Alfonso, futuro Alfonso X el Sabio, lo que provocó numerosas tensiones con la Corona de Aragón por incumplir el Tratado de Cazola. Finalmente, por el Tratado de Almizra (1244), Mogente pasó a manos de Jaime I de Aragón.
La localidad fue repoblada en 1303 por Gonzalo García, consejero del rey Jaime II.

## Demografía
Mogente cuenta con una población de 4373 habitantes (INE 2024).
| Gráfica de evolución demográfica de Mogente entre 1842 y 2021                                                       |
| |
| Población de derecho según los censos de población del INE Población de hecho según los censos de población del INE |

## Administración y política
| Periodo   | Nombre                        | Partido    |
| --------- | ----------------------------- | ---------- |
| 1979-1983 | Pascual Palmer Carreres       | PSPV-PSOE  |
| 1983-1987 | Pascual Palmer Carreres       | PSPV-PSOE  |
| 1987-1991 | Vicent Francés Torres         | PSPV-PSOE  |
| 1991-1995 | Vicent Francés Torres         | PSPV-PSOE  |
| 1995-1999 | Vicente Juan Rodríguez Benito | PP         |
| 1999-2003 | Vicente Juan Rodríguez Benito | PP         |
| 2003-2007 | Vicente Dubal Bon             | PP         |
| 2007-2011 | Vicente Dubal Bon             | PP         |
| 2011-2015 | Vicente Dubal Bon             | PP         |
| 2015-2019 | Teófilo Fito Martí            | Ciudadanos |
| 2019-2023 | Guillermo Jorques Lladosa     | PSPV-PSOE  |
| 2023-act. | Guillermo Jorques Lladosa     | PSPV-PSOE  |

## Cultura

### Patrimonio

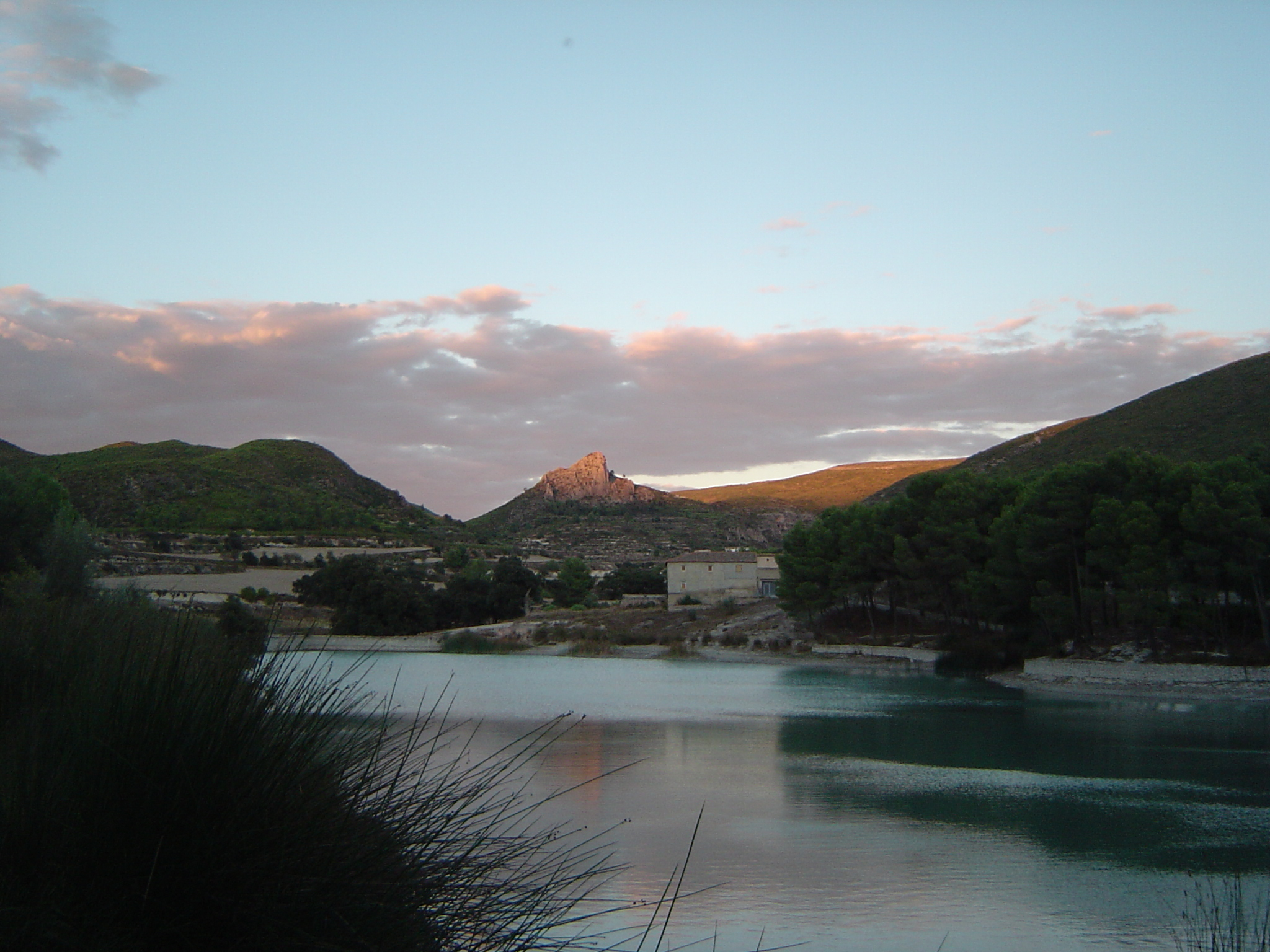
Presa del Bosquet

- Castillo de Mogente. De época almohade, de finales del siglo XII, destaca la presencia de varias torres almenadas, así como otra aislada y altiva, la Torre de Coloms, un monumento emblemático del paisaje mogentino.
- Necrópolis ibérica del Corral de Saus. Poblado ibérico amurallado del siglo IV a. C.
- Presa del Bosquet. Construida en el siglo XVIII, es fruto de las ideas renovadoras que afectaron a las obras hidráulicas y a la racionalización agrícola, propias de la política ilustrada de Carlos III.
- Iglesia parroquial. Dedicada a San Pedro Apóstol, construida en 1881-89. La primera piedra fue colocada el 25 de marzo de 1881 y el 23 de septiembre de 1889 se bendijeron las obras de la iglesia ya terminada. En 1964 se consagró el altar mayor y el 9 de septiembre de 1989 se consagraron las paredes, dando así final a la consagración de la iglesia. Posee un campanario en aguja que alberga ocho campanas y una matraca; rosetón acristalado estilo neogótico. Su esbelto campanario combina muy bien con las dos cúpulas situadas una de grandes dimensiones y grandes ventanales en el crucero de la nave central inundando toda la iglesia, y la otra en la capilla del Santísimo Sacramento. En su interior se pueden observar: vidrieras con motivos religiosos, medallones en la nave central, púlpito estilo bizantino, retablos representando el Viacrucis, pinturas murales de Salvador Gil, imágenes muy notables de Virgilio Sanchis Sanchis (natural de Mogente), Enrique Bellido y Pío Mollar. Capilla del Santísimo Sacramento construida en 1917. Y la capilla de las Santas Reliquias que alberga reliquias de los primeros Mártires de la iglesia Romana traídas al convento de San Antonio de Padua de Mogente por el Padre Cristóbal Moreno del Camino (1520-1603), insigne mogentino, y que en 1835 fueron trasladas desde el suprimido convento de franciscanos a la iglesia de San Pedro Apóstol. Además la capilla de las Santas Reliquias posee un retablo procedente de la anterior iglesia.
- Museo Padre Moreno (capilla que queda del convento dedicado a San Antonio de Padua), del siglo XVI fundado por el mogentino franciscano Padre Moreno. Desde 2007 es Museo Padre Moreno y alberga piezas vinculadas al convento.
- Ermita del Santísimo Cristo del Monte Calvario. Bendecida en 1899. Reconstruida en 1955. En el Calvario hay en una gruta la imagen de la Virgen Milagrosa.

### Fiestas
- Semana Santa. Las diferentes cofradías de capuchinos celebran procesiones y actos religiosos.
- Pascua y San Vicente. Es tradicional ir al Bosquet a comer longaniza con mona, saltar a la comba y volar las cometas.
- San Abdón y San Senén. El tercer fin de semana de agosto se celebra otra fiesta de gran tradición en la Casa Rabosa, en honor de san Abdón y Senén. El sábado hay suelta de un toro cogido con una cuerda por los campos de la Casa Rabosa y verbena, y el domingo Misa Solemne y procesión. (Desde 2003 los actos religiosos se celebran en la iglesia parroquial)
- Fiestas patronales. Se celebran la última semana completa de agosto, en honor del Santísimo Cristo del Monte Calvario y de las Santas Reliquias. Se celebran procesiones y todo tipo de actos festivos.
- Fiestas del Arrabal. Se celebran durante el primer fin de semana del mes de agosto, dedicadas por los vecinos de la calle Arrabal a su patrona la Virgen de Los Ángeles, con actos lúdicos, religiosos y taurinos.
- Fiestas de Moros y Cristianos.[6] A celebrar el último fin de semana de octubre.
- Fiesta del Medio Año de Moros y Cristianos. A celebrar el último fin de semana de abril.

### Gastronomía
Son típicos el gazpacho manchego con pebrella y la paella de carne de caza. Otro plato típico es la gachamiga, y también destacan las farinetas, una sopa de ajos tiernos. También las setas de la comarca tienen fama por su exquisitez.
Entre los dulces destacan los sequillos, unos roscos adornados con clara batida, y los moixentins, dulces de almendra. Su aceite de oliva virgen es de gran calidad y se produce en su almazara, asimismo tienen un vino tinto y blanco de alta calidad, también producido en Mogente, que se puede encontrar en la Cooperativa del Campo de San Pedro Apóstol.

## Personas notables
- Juan Bautista Perales, escritor y periodista
- Francisco Cirujeda, militar